# Budy (gmina Krzymów)
Budy – osada w Polsce, w województwie wielkopolskim, w powiecie konińskim, w gminie Krzymów.
Do 31 grudnia 2023 miejscowość była przysiółkiem wsi Głodno.